# Dennen (hout)

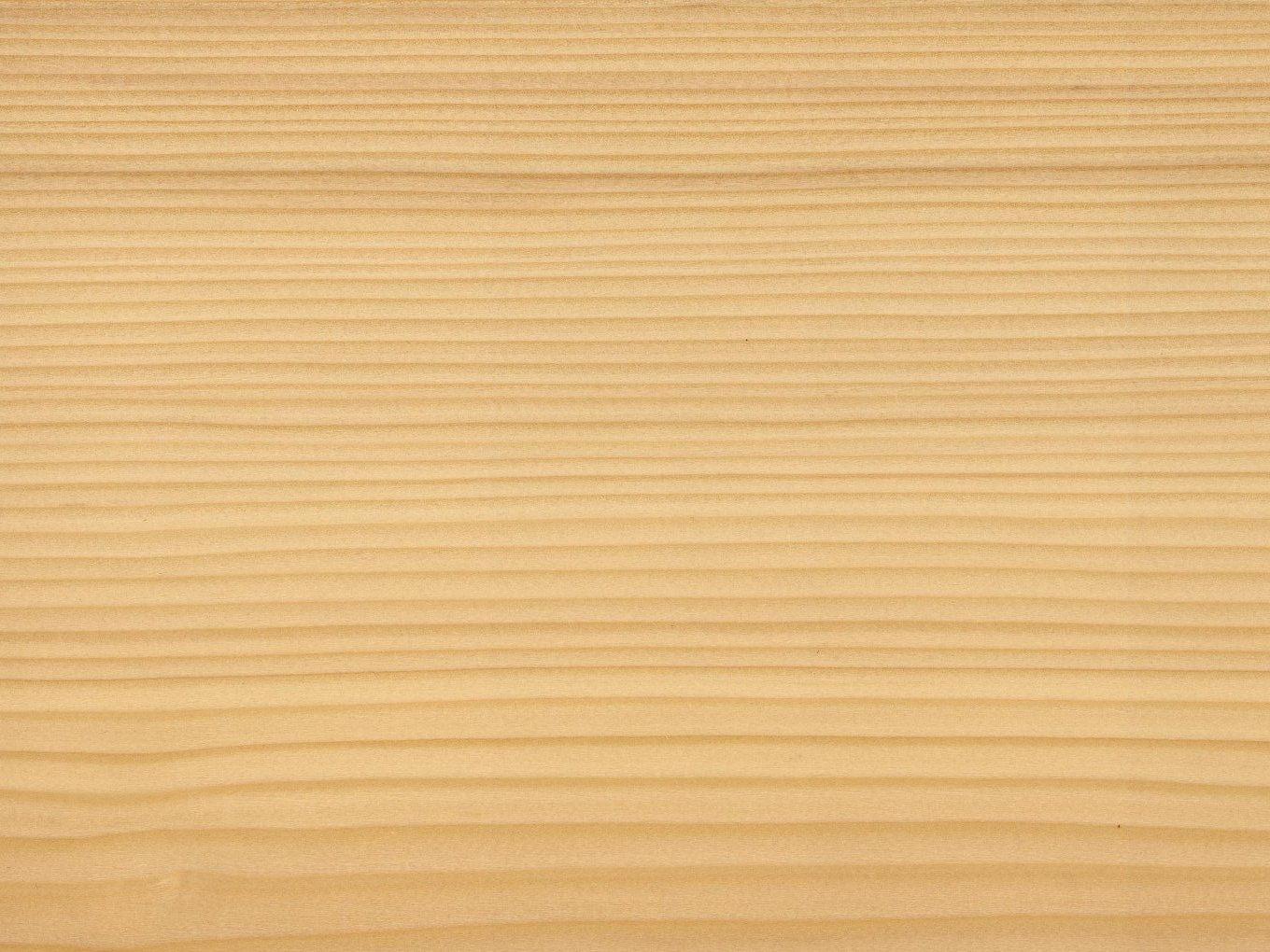

Dennen  is de genormeerde naam voor een houtsoort, of groep houtsoorten, geleverd door het geslacht Abies (zilverspar of -den). Het heet ook wel dennenhout. In Duitsland heet het Tanne (of Tannenholz). 
Een vergissing die licht gemaakt kan worden is de veronderstelling dat dennen afkomstig zou zijn van de grove den (Pinus sylvestris), of het geslacht Den (Pinus). De naam "grove den" is echter heel recent, en tot voor enkele decennia heette deze "pijnboom" (vergelijk het Engelse "pine" en het Franse "pin").  Voor zover er hier sprake is van een fout dan ligt deze dan ook in het lichtvaardig veranderen van de Nederlands naam voor de boom. 
Dennenhout wordt in Nederland niet veel gebruikt. Het favoriete naaldhout in Nederland is het vuren (of vurenhout) van Picea abies (de fijnspar). Daarentegen gebruikt Vlaanderen liever grenen (of grenenhout) van Pinus-soorten, voornamelijk Pinus sylvestris (de grove den). 
Voor zover dennen in Nederland gebruikt wordt gaat het om hout van Abies alba uit Europa of eventueel in een mengsel uit Noord-Amerika dat HemFir heet: hemlock (van Tsuga-soorten) + dennen (van Abies-soorten). Het kan ook eenvoudigweg bijgemengd zijn in partijen die als hemlock worden verkocht. Het hout is lichter van gewicht en minder sterk dan vuren (en is niet duurzaam), maar is toe te passen zoals in de minder veeleisende toepassingen van vuren. In mooie kwaliteiten wordt Europees dennen ook wel toegepast in meubels en muziekinstrumenten. In het verleden ook wel als ondergrond van schilderijen.

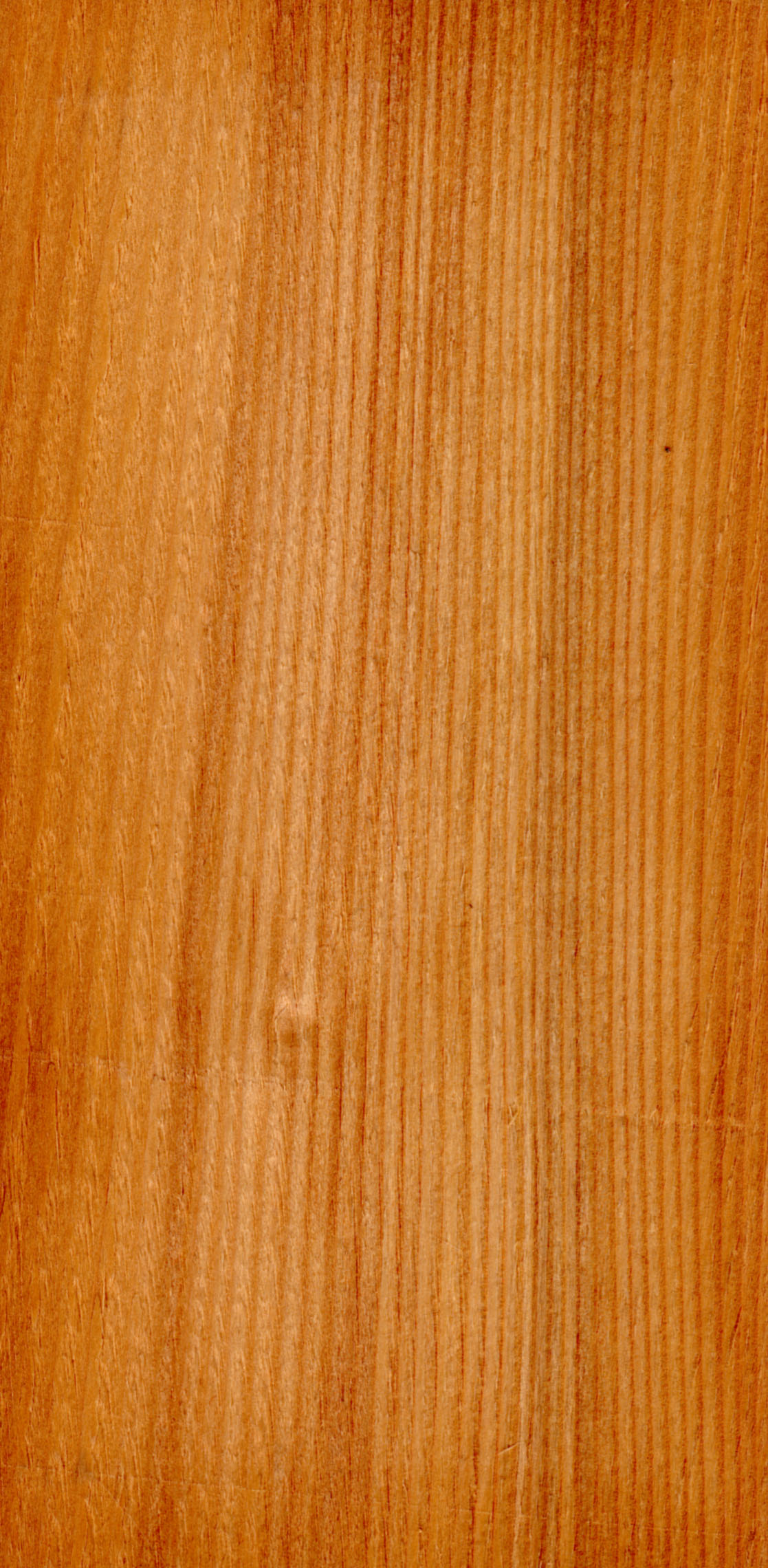
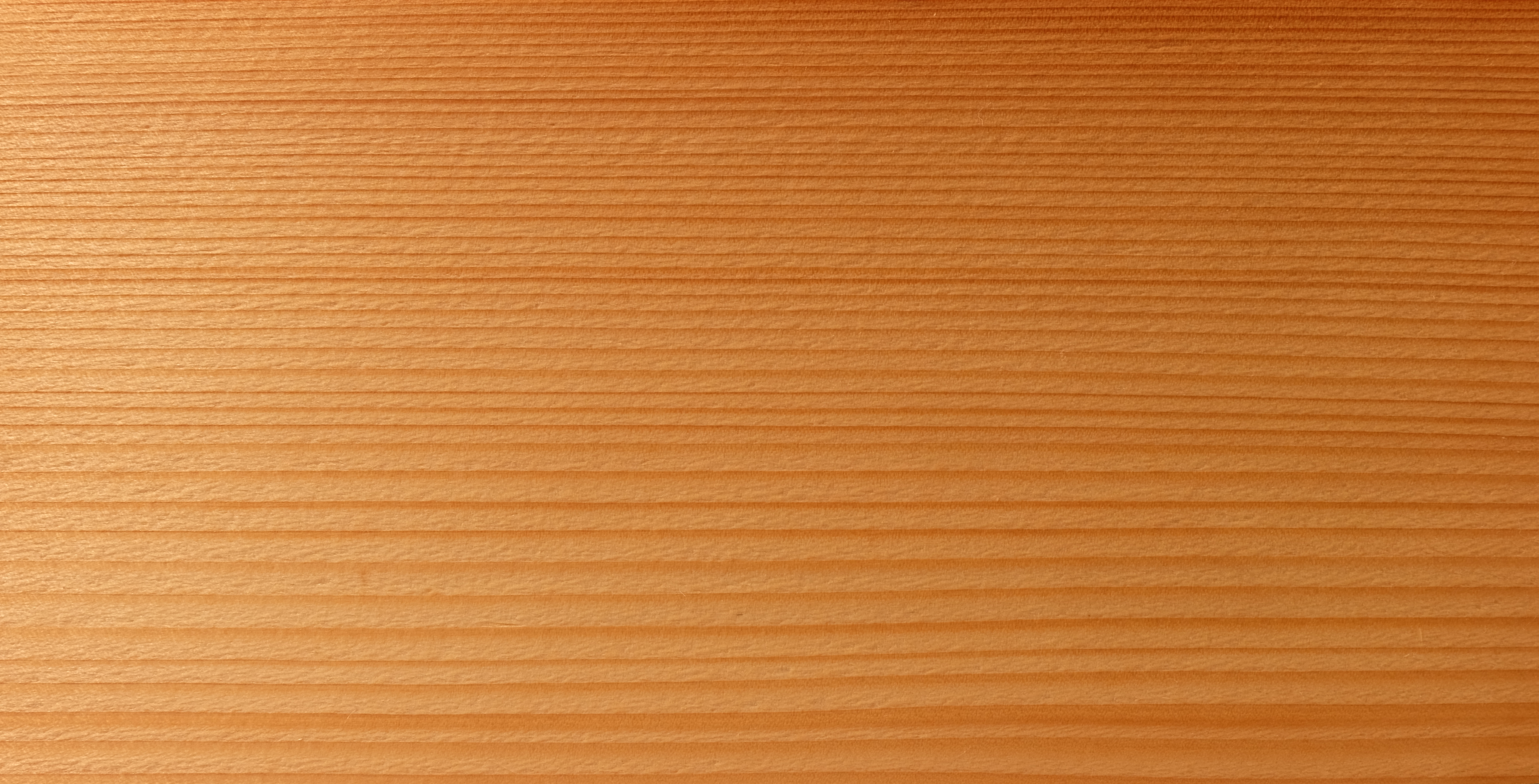
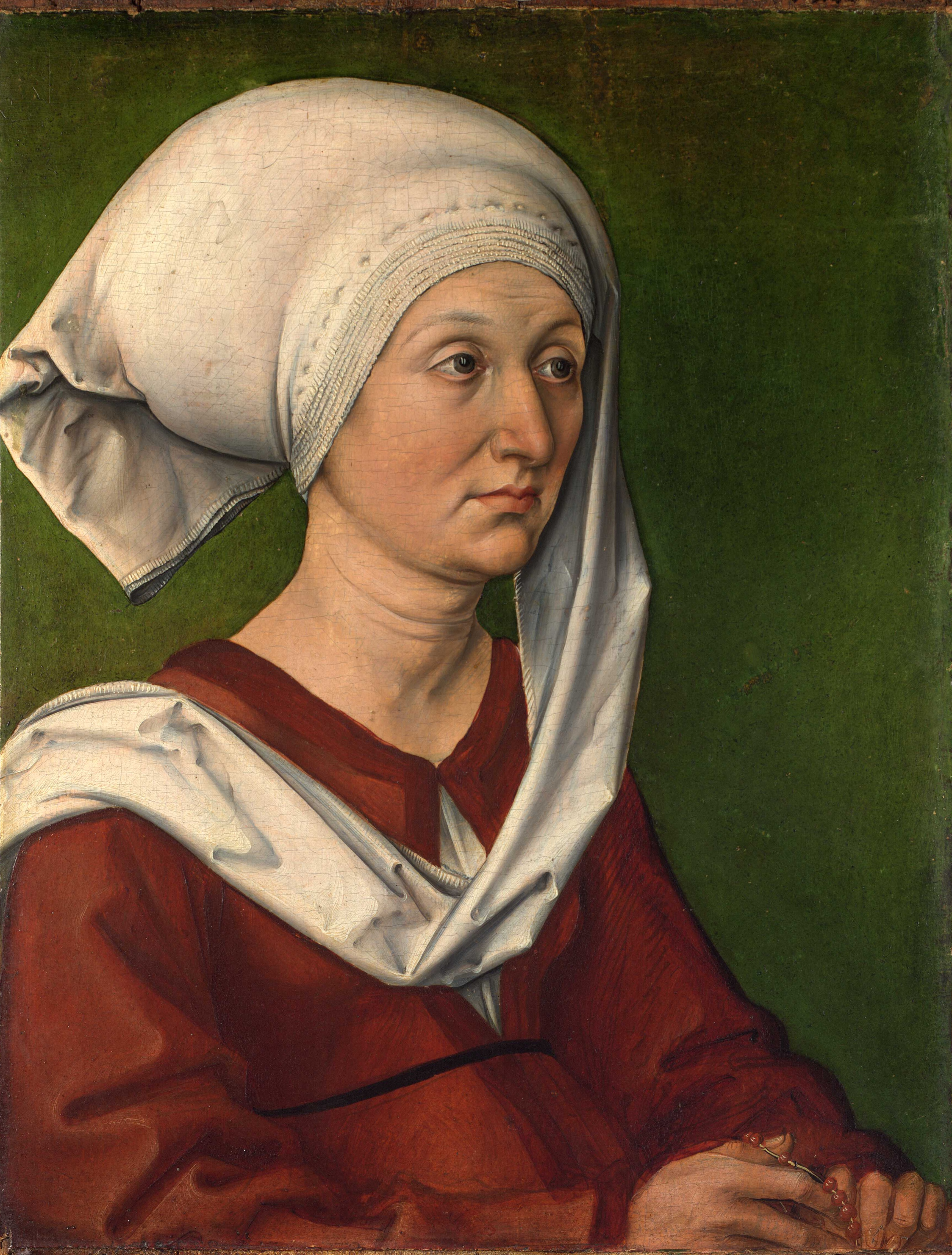
Schilderij op dennen, circa 1490 (moeder van Albrecht Dürer)